# Donjimeno
Donjimeno è un comune spagnolo di 82 abitanti situato nella comunità autonoma di Castiglia e León.